# Alpenblauwtje
Het alpenblauwtje (Agriades orbitulus) is een vlinder uit de familie van de kleine pages, vuurvlinders en blauwtjes (Lycaenidae). De wetenschappelijke naam van de soort is, als Papilio orbitulus, voor het eerst gepubliceerd door Leonardo de Prunner in 1798.

## Verspreiding en leefgebied
Het leefgebied van het alpenblauwtje is de Alpen (vanaf de Franse Alpen tot in Slovenië en Oostenrijk) en de bergen van Noorwegen en het aangrenzende deel van Zweden. In de Alpen vliegen ze van 1000 tot 2700 meter en in Scandinavië van 800 tot 1200 meter. In die gebieden geven ze de voorkeur aan zonnige en rotsige hellingen met kruidige vegetatie. 

## Leefwijze
Als waardplanten worden Astragalus alpinus, Hedysarum hedysaroides en waarschijnlijk ook Oxytropis jacquinni gebruikt. De soort overwintert als rups.
De vliegtijd is van juni tot en met augustus.

## Ondersoorten
- Agriades orbitulus orbitulus
  - = Papilio pheretes Hoffmannsegg, 1804
  - = Lycaena maloyensis Rühl, 1893
- Agriades orbitulus demulaensis (Huang, 2001)
- Agriades orbitulus dongdalaensis (Huang, 2001)
- Agriades orbitulus jugnei (Churkin, 2004)
- Agriades orbitulus litangensis Huang, 2001
- Agriades orbitulus lobbichleri (Forster, 1961)
- Agriades orbitulus luxurians (Forster, 1940)
- Agriades orbitulus major (Evans, 1915)
- Agriades orbitulus pheretimus (Staudinger, 1892)
- Agriades orbitulus qinlingensis (Wang, 1998)
- Agriades orbitulus sajana (Rühl, 1895)
- Agriades orbitulus shanxiensis Murayama, 1983
- Agriades orbitulus tatsienluica (Oberthür, 1910)
- Agriades orbitulus tibetana (D'Abrera, 1993)
- Agriades orbitulus tyrone (Forster, 1940)